# ال‌اچ‌اس ۲۹۲
ال‌اچ‌اس ۲۹۲ یک ستاره است که در صورت فلکی سکستان قرار دارد.